# Marcin Kierzkowski (rycerz)

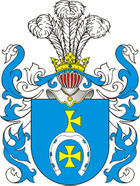
Herb Krzywda Kierzkowskich

Marcin Kierzkowski  herbu Krzywda z Kierzkowa (ur. około 1470, zm. w XVI w.) – polski szlachcic i rycerz.
Pochodził z rodu Kierzkowskich z Kierzkowa wzmiankowanego na przełomie XV i XVI wieku. Wstąpił do przybocznej straży królewskiej, w której służył za czasów Aleksandra Jagiellończyka jako łucznik królewski. Wzmiankowany w herbarzu Adama Bonieckiego.